# 헤스페륨
헤스페륨(원자 기호 Es)은 원자 번호 94를 가진 원소에 할당된 이름으로, 현재 플루토늄으로 알려져 있다. 그것은 이탈리아의 그리스 이름 인 헤스페리아 (Hesperia)의 이름을 따서 이탈리아 에스페리오에서 "the land of the West"이라고 명명되었다. 같은 팀은 이탈리아의 시적 이름 인 Ausonia의 이름을 따서 번호 93에 Ausonium이라는 이름을 할당했다. 이에 비해 우라늄은 원자 번호 92를 가지고 있다.
헤스페리움과 의 발견은 엔리코 페르미와 1934년 로마 대학의 과학자 팀에 의해 주장되었다. 1935년, C.F von Weizsacker와 H.A. Bethe는 반(半)emperical 질량 공식을 도입하여 핵 변형에 의해 생산된 에너지 수율을 신학적으로 추정할 수 있게 했다. 1938년 O. Hahn과 F. Strassmann, L. Meitner, R. Frisch에 의해 핵분열이 발견된 후. 중성자 포획이 더 높은 Z 원소를 생성하기보다는 우라늄을 분열로 만든다는 것을 입증 할 수 있었다. (사실, 238U에 의한 중성자 포획은 93과 94 두 원소를 모두 생성하지만, 당시에는 실현되지 않았다.) 페르미의 주장이 무효화되면서 헤스페리움이라는 이름은 관련성이 없어졌다.

## 같이 보기
- 핵분열